# Gut Wellingsbüttel

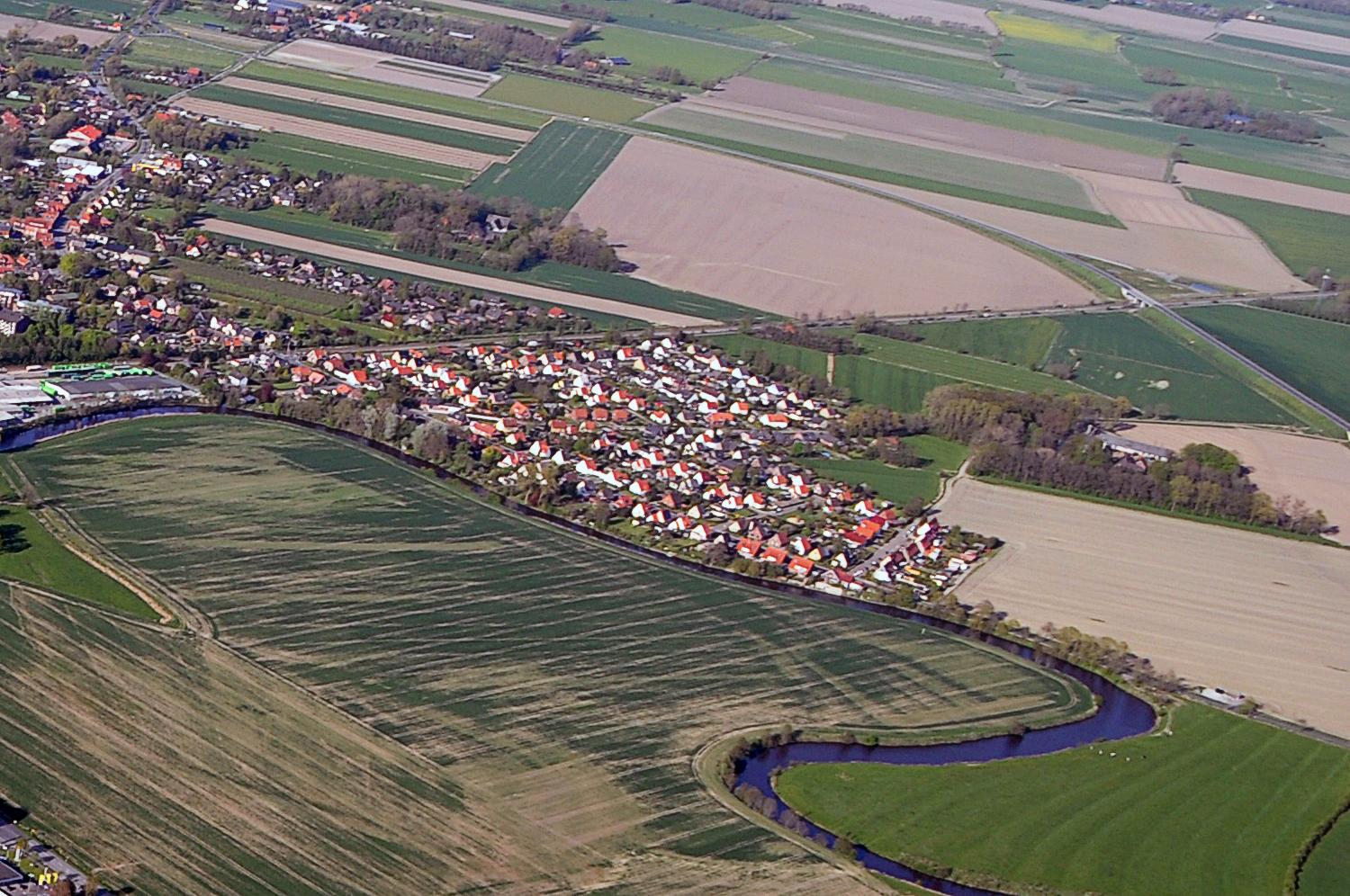
Das Gut versteckt hinter Bäumen hinter der „Scholien“ Siedlung

Gut Wellingsbüttel ist ein ehemaliges Rittergut in Otterndorf.

## Geschichte
Wellingsbüttel soll zunächst im Besitz derer von Hadeln gewesen sein. 1391 gehörte es den von Kuhle, ursprünglich zunächst als Vogthof des Landvogts. 1484 ist die erste Belehnung eines von Kuhle mit Wellingsbüttel als Mannlehen urkundlich nachgewiesen. 1670 geriet das Gut in Konkurs und unter herzogliche Verwaltung. Die jüngste Tochter des letzten von Kuhle auf Wellingsbüttel, Margaretha Catharine von Kuhle heiratete Jürgen Ewert von Klenck († 1708).
1689 starben mit Julius Franz von Sachsen-Lauenburg die Herzöge von Lauenburg aus. Das Land Hadeln, in dem Wellingsbüttel liegt, kam unter kaiserliche Verwaltung. Wellingsbüttel wurde von dem kaiserlichen Kommissar von Reichenbach bezogen. Er schloss mit den drei Erbinnen von Kuhle einen Vergleich, der ihn zum Eigentümer des Gutes machte. 1699 übertrugen nach rechtlichen Auseinandersetzungen die Erben von Reichenbachs Wellingsbüttel an den Sohn des Jürgen Ewert von Klenck, den Oberstleutnant Johann Friedrich von Klenck († 1729), ohne dass er es erreichte, rechtsgültiger Eigentümer zu werden. Erst 1749 gelang seinem Sohn, dem Kapitän Georg Eberhard von Klenck, die Belehnung mit Wellingsbüttel zu erhalten. 1816 wurde der Major Franz August von Klenck († 1866) mit Wellingsbüttel belehnt, dem es gelang, die Lehnseigenschaft 1840 aufgehoben zu bekommen. Er errichtete 1862 einen Fideikommiss, dessen erster Besitzer sein Sohn, der Geheime Finanzrat Ditmar von Klenck († 1891), wurde. Franz August von Klenck soll bei der Eroberung durch Preußen 1866 die Generalkasse des Königreichs Hannover für König Georg V. gerettet haben, indem er mit 22 Millionen Talern nach London flüchtete.
Ditmar von Klenck wurde 1930 durch Auflösung der Fideikommisse freier Eigentümer von Wellingsbüttel und verkaufte es sogleich an die Kreis-Siedlung Hadeln G.m.b.H. zur Bildung von Rentengütern. Die Aufteilung konnte aufgrund wirtschaftlicher Schwierigkeiten nicht umgesetzt werden. Das Gut wurde in zwei Teilen verpachtet. 1936 musste erneut der Konkurs über Gut Wellingsbüttel eröffnet werden. Das Gut war zu jener Zeit 120 ha groß. 1936 erwarb der Landwirt Theodor Grodtmann den Besitz von der Stadt Otterndorf, dessen Erben bis heute im Besitz von Wellingsbüttel sind und es bewirtschaften.
Wellingsbüttel war nicht in der ritterschaftlichen Matrikel verzeichnet, weil das Land Hadeln nicht zum Herzogtum Bremen gehörte. Auch zu hannoverscher Zeit erfolgte keine Eintragung. Die Besitzer von Wellingsbüttel waren deswegen nicht Mitglieder der bremischen Ritterschaft.

## Lage
Wellingsbüttler Weg 18, 21762 Otterndorf